# Сапыково
Сапыково (баш. Сапыҡ) — деревня в Кугарчинском районе Башкортостана, административный центр Ижбердинского сельсовета.

## Географическое положение
Расстояние до:
- районного центра (Мраково): 25 км,
- ближайшей ж/д станции (Мелеуз): 95 км.

## Население
| 2002 | 2009 | 2010 |
| ---- | ---- | ---- |
| 182  | ↗200 | ↘187 |

Национальный состав
Согласно переписи 2002 года, преобладающая национальность — башкиры (99 %).

## Религия
В деревне есть мечеть «Рабига».

## Известные уроженцы
- Ибрагим Кыпсак (1895 — 27 сентября 1937) — башкирский писатель, деятель Башкирского национального движения[5].